# Eccellenza Umbria 2001-2002
Il campionato italiano di calcio di Eccellenza regionale 2001-2002 è l'undicesimo organizzato in Italia. Rappresenta il sesto livello del calcio italiano ed il maggiore in ambito regionale.
Questo è il girone unico organizzato dal Comitato Regionale dell'Umbria.

## Squadre partecipanti
| Squadra           | Città (provincia)                       | Stagione 2000-01                  |
| ----------------- | --------------------------------------- | --------------------------------- |
| Angelana          | Santa Maria degli Angeli di Assisi (PG) | 2° in Promozione Umbria, promossa |
| Arrone            | Arrone (TR)                             | 8° in Eccellenza Umbria           |
| Bastia            | Bastia Umbra (PG)                       | 3° in Eccellenza Umbria           |
| Campitello        | Terni                                   | 3° in Promozione Umbria, promosso |
| Cannara           | Cannara (PG)                            | 9° in Eccellenza Umbria           |
| Città di Castello | Città di Castello (PG)                  | 13° in Eccellenza Umbria          |
| Deruta            | Deruta (PG)                             | 6° in Eccellenza Umbria           |
| Ellera            | Ellera di Corciano (PG)                 | 7° in Eccellenza Umbria           |
| Foligno           | Foligno (PG)                            | 16° in Serie D/F, retrocesso      |
| Grifo Sant'Angelo | Sant'Angelo di Celle di Deruta (PG)     | 5° in Eccellenza Umbria           |
| Narnese           | Narni (TR)                              | 2° in Eccellenza Umbria           |
| Nestor            | Marsciano (PG)                          | 4° in Eccellenza Umbria           |
| Pontevecchio      | Ponte San Giovanni di Perugia           | 11° in Eccellenza Umbria          |
| San Secondo       | San Secondo di Città di Castello (PG)   | 12° in Eccellenza Umbria          |
| San Sisto         | San Sisto di Perugia                    | 1° in Promozione Umbria, promosso |
| Spoleto           | Spoleto (PG)                            | 10° in Eccellenza Umbria          |

## Classifica finale
|  | Pos. | Squadra           | Pt | G  | V  | N  | P  | GF | GS | DR  |
|  | ---- | ----------------- | -- | -- | -- | -- | -- | -- | -- | --- |
|  | 1.   | Angelana          | 55 | 30 | 16 | 7  | 7  | 36 | 20 | +16 |
|  | 2.   | Città di Castello | 54 | 30 | 14 | 12 | 4  | 35 | 15 | +20 |
|  | 3.   | Narnese           | 49 | 30 | 13 | 10 | 7  | 33 | 23 | +10 |
|  | 4.   | Arrone            | 47 | 30 | 13 | 8  | 9  | 43 | 33 | +10 |
|  | 5.   | Deruta            | 44 | 30 | 11 | 11 | 8  | 31 | 28 | +3  |
|  | 6.   | Foligno           | 42 | 30 | 11 | 9  | 10 | 37 | 34 | +3  |
|  | 7.   | Cannara           | 39 | 30 | 9  | 12 | 9  | 42 | 36 | +6  |
|  | 8.   | Ellera            | 39 | 30 | 11 | 6  | 13 | 28 | 32 | -4  |
|  | 9.   | Spoleto           | 38 | 30 | 9  | 11 | 10 | 35 | 31 | +4  |
|  | 10.  | Bastia            | 37 | 30 | 9  | 10 | 11 | 30 | 34 | -4  |
|  | 11.  | San Sisto         | 37 | 30 | 9  | 10 | 11 | 32 | 40 | -8  |
|  | 12.  | Nestor            | 37 | 30 | 9  | 10 | 11 | 33 | 38 | -5  |
|  | 13.  | Pontevecchio      | 36 | 30 | 9  | 9  | 12 | 25 | 35 | -10 |
|  | 14.  | Campitello        | 34 | 30 | 8  | 10 | 12 | 33 | 38 | -5  |
|  | 15.  | Grifo Sant'Angelo | 32 | 30 | 7  | 11 | 12 | 32 | 42 | -10 |
|  | 16.  | San Secondo       | 25 | 30 | 7  | 4  | 19 | 21 | 47 | -26 |

Legenda:

      Promossa in Serie D 2002-2003.
      Ammessa ai play-off nazionali.
 Ammesse ai play-off o ai play-out.
      Retrocessa in Promozione Umbria 2002-2003.
Regolamento:

Tre punti a vittoria, uno a pareggio, zero a sconfitta.
In caso di arrivo a pari punti fra due squadre per attribuire il 1º posto (promozione diretta), il 16º posto (retrocessione diretta), il 5º posto (ultimo utile per i play-off) ed il 12º posto (primo utile per i play-out) si effettua una gara di spareggio in campo neutro.
In caso di arrivo di due o più squadre a pari punti, la graduatoria verrà stilata secondo la classifica avulsa tra le squadre interessate, che prevede in ordine i seguenti criteri: 
- Punti negli scontri diretti
- Differenza reti negli scontri diretti
- Differenza reti generale
- Reti realizzate in generale
- Sorteggio

Note:

Bastia, San Sisto e Nestor terminarono il campionato a pari punti. La classifica avulsa premiò il Bastia con la salvezza diretta, mentre le altre due squadre dovettero disputare uno spareggio che sancì la permanenza in categoria del San Sisto e l'ammissione ai play out della Nestor.

## Spareggi

### Spareggio 11ºposto
|           | Risultati     |        | Luogo    |
| --------- | ------------- | ------ | -------- |
| San Sisto | 1-1 (6-5 dtr) | Nestor | Torgiano |
|           |               |        |          |

### Play-off

#### Tabellone
|  | Semifinali | Semifinali        | Semifinali | Semifinali | Semifinali |  |  | Finale       | Finale       | Finale |  |
|  |            |                   |            |            |            |  |  |              |              |        |  |
|  | 5          | Deruta            | 4          | 0          | 4          |  |  |              |              |        |  |
|  | 2          | Città di Castello | 1          | 1          | 2          |  |  | Arrone       | Arrone       | 2      |  |
|  | 4          | Arrone            | 2          | 2          | 4          |  |  | Deruta (dts) | Deruta (dts) | 3      |  |
|  | 3          | Narnese           | 0          | 0          | 0          |  |  |              |              |        |  |

#### Semifinali
|                   | Risultati |                   |  |
| ----------------- | --------- | ----------------- |  |
| Arrone            | 2-0       | Narnese           |  |
| Narnese           | 0-2       | Arrone            |  |
|                   |           |                   |  |
| Deruta            | 4-1       | Città di Castello |  |
| Città di Castello | 1-0       | Deruta            |  |
|                   |           |                   |  |

#### Finale
|        | Risultati |        | Luogo   |
| ------ | --------- | ------ | ------- |
| Arrone | 2-3 (dts) | Deruta | Spoleto |
|        |           |        |         |

### Play-out
|  | Semifinali | Semifinali        | Semifinali | Semifinali | Semifinali |  |  | Finale       | Finale       | Finale |  |
|  |            |                   |            |            |            |  |  |              |              |        |  |
|  | 15         | Grifo Sant'Angelo | 0          | 0          | 0          |  |  |              |              |        |  |
|  | 12         | Nestor            | 0          | 5          | 5          |  |  | Nestor       | Nestor       | 1      |  |
|  | 14         | Campitello        | 1          | 0          | 1          |  |  | Pontevecchio | Pontevecchio | 2      |  |
|  | 13         | Pontevecchio      | 0          | 1          | 1          |  |  |              |              |        |  |

#### Semifinali
|                   | Risultati |                   |  |
| ----------------- | --------- | ----------------- |  |
| Campitello        | 1-0       | Pontevecchio      |  |
| Pontevecchio      | 1-0       | Campitello        |  |
|                   |           |                   |  |
| Grifo Sant'Angelo | 0-0       | Nestor            |  |
| Nestor            | 5-0       | Grifo Sant'Angelo |  |
|                   |           |                   |  |

#### Finale
|        | Risultati |              |  |
| ------ | --------- | ------------ |  |
| Nestor | 1-2       | Pontevecchio |  |
|        |           |              |  |